# Uranoscopus kaianus
Uranoscopus kaianus és una espècie de peix pertanyent a la família dels uranoscòpids.

## Descripció
- Pot arribar a fer 22 cm de llargària màxima.
- 4-5 espines i 13-14 radis tous a l'aleta dorsal i 12-15 radis tous a l'anal.
- És de color marró vermellós i, generalment, esquitxat de taques clares.[5][6]

## Alimentació
Menja sobretot peixos.

## Hàbitat
És un peix marí, demersal i de clima tropical que viu entre 15 i 236 m de fondària.

## Distribució geogràfica
Es troba a Austràlia, Indonèsia i Timor Oriental.

## Observacions
És inofensiu per als humans.